# Alexander Selkirk

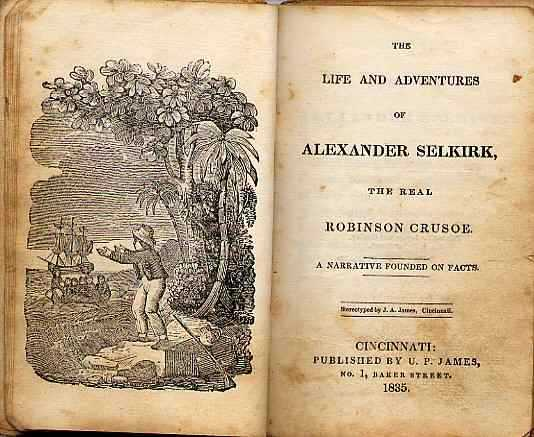
Libro de 1835 inspirado en la vida de Selkirk.

Alexander Selkirk (Lower Largo, Fife; 1676-Cape Coast, Ghana; 13 de diciembre de 1721), nacido Alexander Selcraig, fue un marinero escocés que entre fines de 1704 y comienzos de 1709 sobrevivió tras ser abandonado en una isla desierta en la zona central del océano Pacífico, al oeste de Chile. Su historia de supervivencia fue ampliamente publicitada después de su regreso a Inglaterra, convirtiéndose en una fuente de inspiración para el personaje ficticio del escritor Daniel Defoe en Robinson Crusoe (1719), aunque en su primera edición la isla se ubica cerca de la desembocadura del río Orinoco y no en el Pacífico.
En 1703 se unió a una expedición del corsario y explorador inglés William Dampier al océano Pacífico Sur, zarpando desde Kinsale, en Irlanda, el 11 de septiembre. Llevaban patentes de corso del Lord Gran Almirante que autorizaban a sus barcos mercantes armados a atacar a enemigos extranjeros, ya que la Guerra de Sucesión Española se estaba librando entre Inglaterra y España. Dampier fue capitán del St George y el Selkirk sirvió en Cinque Ports, el barco compañero del St George, como capitán de vela bajo el mando del capitán Thomas Stradling.
En octubre de 1704 estaba en el barco Cinque Ports, que tocó el archipiélago de Juan Fernández (Chile). Selkirk discutió con el capitán, el cual lo castigó y lo dejó. Allí permaneció durante casi cinco años. El Cinque Ports se hundió poco después. El rescate llegó el viernes 2 de febrero de 1709, con el barco Duke. Regresó al Reino Unido, donde al parecer se casó con una viuda. Se embarcó nuevamente en 1717 y murió a las ocho de la tarde del 13 de diciembre de 1721, mientras servía como teniente a bordo del barco de la Armada Weymouth. Probablemente sucumbió a la fiebre amarilla. Fue enterrado en el mar en la costa occidental de África.
El 1 de enero de 1966 la isla en la que estuvo Selkirk fue oficialmente rebautizada como Robinson Crusoe. Al mismo tiempo, la isla más occidental del archipiélago Juan Fernández fue rebautizada como Alejandro Selkirk, aunque es probable que Selkirk nunca la viera, ya que habitó la isla mayor oriental.
En torno al año 2000 una expedición dirigida por el japonés Daisuke Takahashi encontró instrumentos náuticos del siglo XVIII en la isla, que probablemente pertenecieron a Selkirk.

## Película
Una película animada llamada Selkirk, el verdadero Robinson Crusoe relata la vida de Alexander Selkirk y sus peripecias durante sus viajes. La cinta fue dirigida por el uruguayo Walter Tournier y estuvo financiada desde un principio por CORFO (Chile), el Consejo de la Cultura y las Artes (CNCA-Chile) y por el Fondo Ibermedia, lo que generó el impulso para que el proyecto comenzara a ensayar la coordinación entre los países que participarían (Chile con los efectos especiales 3D y el plano de la historia, Argentina con las voces y musicalización y Uruguay con idea original, dirección, escenarios, muñecos para el sistema de animación y rodaje). Fue una producción conjunta de La Suma - Tournier Animación (Uruguay), Maíz Producciones (Argentina) y Cineanimadores (Chile), y fue estrenada en febrero de 2012.